# Isabelle Nef
Isabelle Nef,  née Lander à Genève le 27 septembre 1895 et morte le 2 janvier 1976 à Bossy, est une pianiste et claveciniste suisse, professeure au conservatoire de Genève.

## Biographie
Elle étudie le piano au conservatoire de musique de Genève avec Marie Panthès puis, à Paris, la composition avec Vincent d'Indy et le clavecin avec Wanda Landowska.
Elle fait une carrière de concertiste en Europe, en Amérique du Sud et en Amérique du Nord notamment Seattle, New-York et Washington, en URSS, en Afrique du Sud, et en Australie. Pour ses 80 ans, elle interprète sur pianoforte des œuvres de Mozart et Bach au temple Saint-Gervais de Genève.
Elle devient en 1936 la première professeure de clavecin du conservatoire de Genève. Elle y devient ensuite professeure honoraire et y reste jusqu'à 1975 lorsqu'elle prend sa retraite à l'âge de 80 ans. La claveciniste Christiane Jaccottet lui succède.
Un chemin a été baptisé à son nom à Collex-Bossy.